# Aston Martin Ulster
La Aston Martin Ulster è una vettura sportiva prodotta dalla Aston Martin dal 1934 al 1936.

## Sviluppo
La vettura venne realizzata dopo la vittoria delle vetture della Aston Martin alla TT Ulster (famosa gara che si disputa in Irlanda del Nord) da cui il nuovo modello ricevette il nome.

## Meccanica
Il motore è un monoblocco in ghisa di 4 cilindri di 1495 cm³ da 85 CV, è posizionato anteriormente. È a trazione posteriore con un cambio manuale a 4 rapporti. È una spider a due posti, sostenuta da un telaio a longheroni e traverse, la carrozzeria è in alluminio. Le sospensioni anteriori sono ad assale rigido e al posteriore a ponte rigido con balestre semiellittiche longitudinali. Gli ammortizzatori sono a leva Hartford, e i freni sono a tamburo a comando meccanico. Raggiunge una velocità massima di 164 km/h e l'accelerazione da 0-100 km/h è di 13,8 secondi.

## Attività sportiva
La Ulster venne omologata per partecipare ad eventi come la 24 Ore di Le Mans o il TT Ulster.